# Campo dei Gesuiti

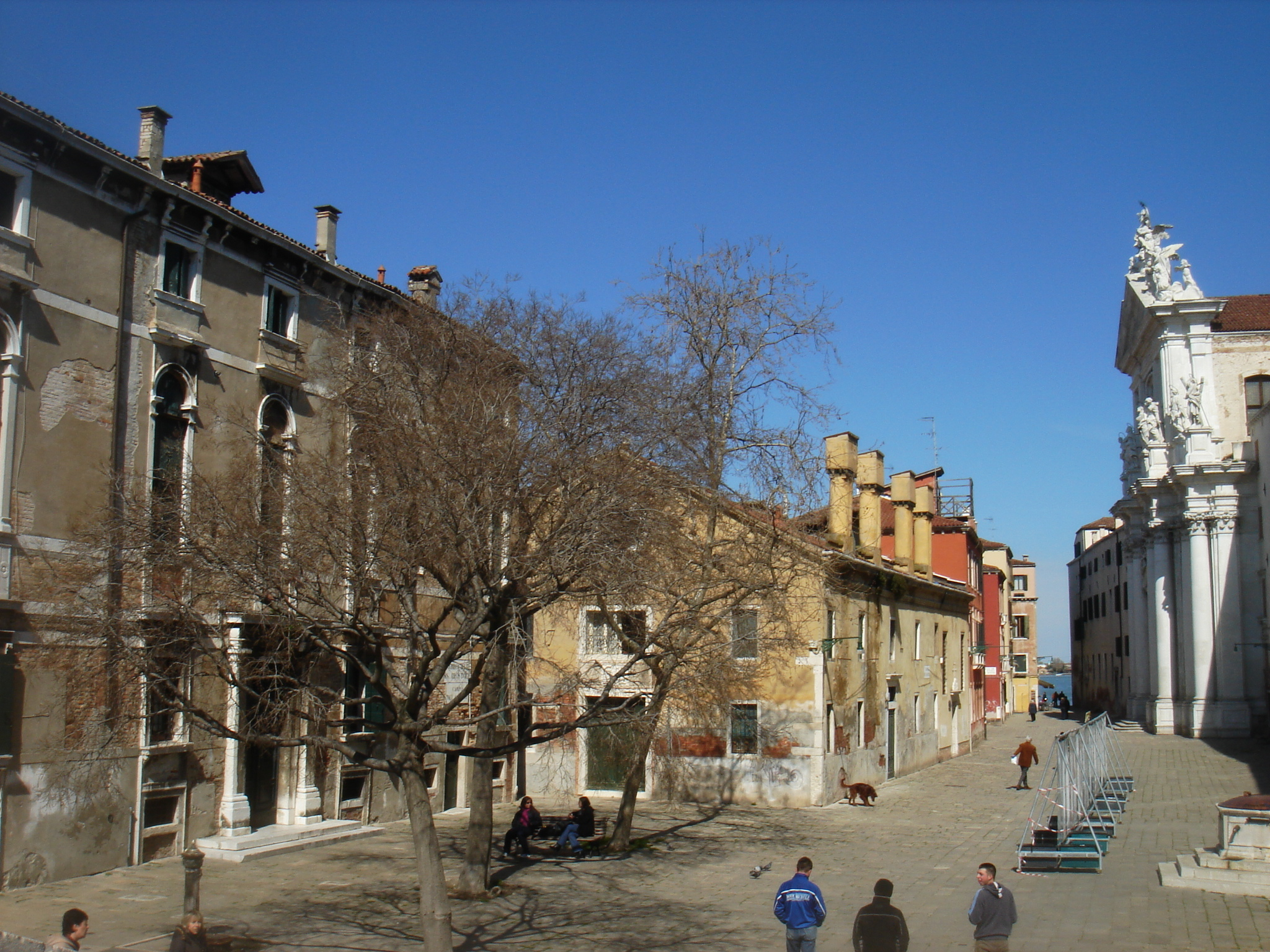
Vista del campo des del sud, amb el Palau Zen a l'esquerra i l'església jesuïta a la dreta

Campo dei Gesuiti és una plaça de Venècia, situada al barri de Cannaregio, prop de la Sacca della Misericordia i de la Fondamenta Nuove.

## Descripció

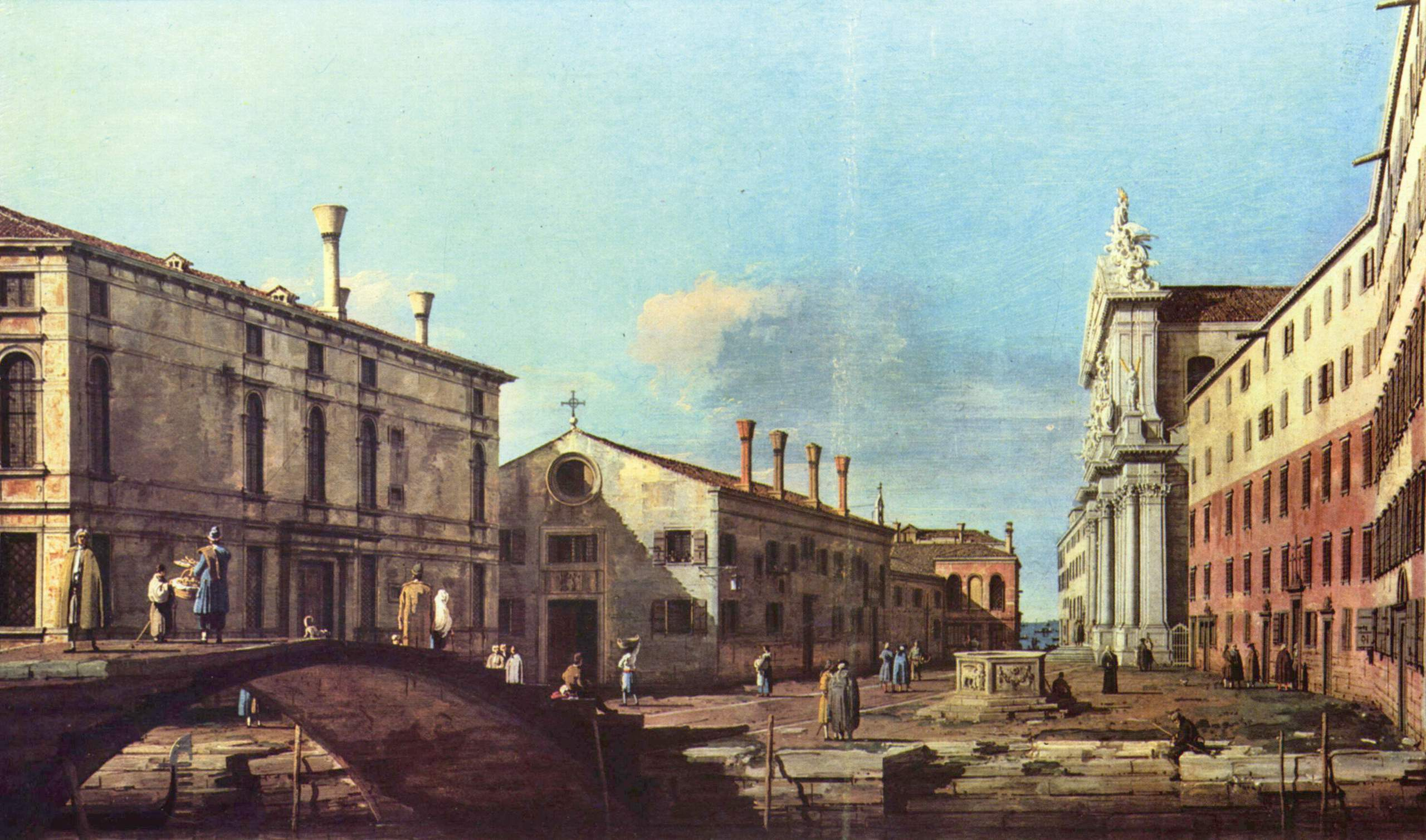
El campo representat per Canaletto al segle XVIII

La forma del campo és la d'un rectangle orientat longitudinalment de sud a nord, on dona a la Fondamenta Nuove.
El campo deu el seu nom a la presència històrica del complex jesuïta, que ocupa tot el seu costat oriental, amb la façana barroca blanca de l' església jesuïta i el monestir relacionat, amb una llarga façana de tres nivells.
A la banda oest, davant de l'església, hi ha algunes cases populars amb guixeries policromades típiques, i davant del monestir hi ha un palau important que va pertànyer a un noble patrici venecià, el Palau Zen. Connectat al costat del palau hi ha l'Oratorio dei Crociferi, que alberga obres mestres de Palma il Giovane.
Davant del complex del monestir, cal esmentar la presència d'un antic pou de pedra, que descansa sobre tres esglaons hexagonals, ja present al segle XVIII, com ho demostra un llenç de Canaletto.
La sortida sud del campo es fa a través d'un pont que permet dirigir-se cap a la Strada Nova.